# Промавтоматика (місцевість Житомира)
Промавтома́тика — народний топонім, розмовна назва місцевості Житомира в районі колишнього підприємства «Промавтоматика».

## Розташування
Історична місцевість розташована в Корольовському районі міста, на теренах привокзальної частини міста та історичної місцевості Путятинки.

#### Урбанонімимісцевості:
- проїзд Академіка Тутковського;
- вулиця Бориса Тена (на схід від русла річки Мала Путятинка);
- вулиця Вітрука (між вулицями Бориса Тена й Корольова);
- Заводська вулиця;
- вулиця Івана Сльоти (між вулицями Бориса Тена й Шевченка);
- вулиця Павла Сингаївського;
- вулиця Шевченка (на схід від русла річки Мала Путятинка).

## Історія
Назва місцевості закріпилася внаслідок формування в 1980-х роках мікрорайону неподалік підприємства «Промавтоматика».
Будівництво мікрорайону здійснювалося на лівому заболоченому березі річки Малої Путятинки, зокрема на Дмитрівському болоті. До середини ХХ століття це була заміська територія.
За місцем розташування мікрорайону були хаотично зосереджені садиби хутора Леніна. У місцевості поміж садиб та угідь пролягали залишки старих путівців, відомих з початку ХІХ століття. Також місцевість з початку ХХ століття перетинала польова дорога, що з'єднувала Левківську дорогу із залізничним вокзалом. У 1970-х роках вулиця, реконструйована та випрямлена, дістала назву Вітрука.
У 1950-х роках східніше русла річки Путятинки сформувалася садибна житлова забудова вздовж новозбудованих частин вулиць ХХІІ Партз'їзду (нині Бориса Тена), Промислової (нині Івана Сльоти). До середини 1970-х років вздовж вулиць Промислової та Вітрука сформувався промисловий вузол, зокрема підприємство «Промавтоматика».
У 1976 році вулицю Шевченка продовжено на схід від русла річки Малої Путятинки. У 1980-х роках між вулицями Шевченка та Бородія побудовано мікрорайон. Всередині мікрорайону виник і сформувався новий проїзд Академіка Тутковського. Внаслідок будівництва мікрорайону садибну забудову вздовж південного боку вулиці Бориса Тена ліквідували.